# Ling-Ai Li
Li Ling-Ai (李靈愛, también conocida como Gladys) (19 de mayo de 1908 - octubre de 2003) fue una destacada productora cinematográfica chino-estadounidense, nacida en Hawai, siendo la sexta de nueve hijos. Sus padres eran inmigrantes chinos de primera generación que se convirtieron en médicos en Hawai. Su padre, Li Khai-Fai, era fisiólogo. Su madre, Kong Tai Heong, era obstetra.
Asistió a la Punahou School y se graduó en la Universidad de Hawái en 1930.

## Vida en China y regreso a Estados Unidos
Antes del estallido de la segunda guerra sino-japonesa, vivió en China, estudiando música china y dirigiendo producciones teatrales en el Instituto de Bellas Artes de Pekín. Obligada a abandonar China durante la guerra, regresó a Estados Unidos y creó producciones teatrales para el Programa de Recaudación de Fondos de la Oficina Americana de Ayuda Médica a China. Entró en el consejo de administración del periódico Sun Chung Kwock Bo. Al trasladarse a Nueva York, fue miembro del Programa de Nacionalidades de la Federación Nacional de Mujeres Republicanas.

## Kukan
Fue coproductora y patrocinadora del documental Kukan (1941), un relato de cómo el pueblo chino soportó la segunda guerra sino-japonesa. El documental la acredita como "asesora técnica". El significado de kukan (苦幹), según Li, es "valor heroico bajo un amargo sufrimiento", un sentimiento que refleja el sentimiento de "perseverar contra viento y marea", un sentido de aferrarse a algo en las dificultades para superarlas. Además de su trabajo como productora, Ling-Ai fue confidente de Ripley's Believe It Or Not, bailarina, cooperante y directora de teatro.
El documental Finding Kukan (2016) trata sobre ella. En este documental Kelly Hu pone voz a Ling-Ai como una mujer joven.